# Falling Down (singel Duran Duran)
„Falling Down” to pierwszy singiel zespołu Duran Duran z albumu Red Carpet Massacre.